# Oldřich Pour
Oldřich Pour (31. října 1897 Přerov – 7. května 1942 Koncentrační tábor Mauthausen) byl československý legionář a odbojář z období druhé světové války popravený nacisty.

## Život

### Před první světovou válkou
Oldřich Pour se narodil 31. října 1897 v Přerově do rodiny kameníka Františka Poura a jeho manželky Marie, roz. Polívkové, a pokřtěn byl jmény Oldřich Eugen. Vystudoval gymnázium a stejně jako otec pracoval jako kameník. 

### První světová a ruská občanská válka
V první světové válce bojoval v c. a k. armádě v rámci 13. zeměbraneckého pluku na ruské frontě, kde také 20. července 1916 padl u Berestečka do zajetí. Do československých legií se přihlásil v Minsku, zařazen byl 1. března 1918. Absolvoval Sibiřskou anabázi, do Československa se vrátil v roce 1920 v hodnosti četaře.

### Mezi světovými válkami
V roce 1922 vystoupil z římskokatolické církve a zůstal bez vyznání. Dne 22. října 1927 uzavřel v Přerově při občanském obřadu sňatek s Marií Smutkovou.

### Druhá světová válka
Před německou okupací v roce 1939 pracoval Oldřich Pour jako revident vlakové pošty v Přerově. Vstoupil do protinacistického odboje nejprve v řadách Obrany národa a posléze v rámci přerovské skupiny Petičního výboru Věrni zůstaneme. Byl součástí skupiny okolo přerovského nádraží a tamní pošty, která provozovala zpravodajskou a sabotážní činnost, díky vlakové poště měla i možnosti předávání informací a materiálu do zahraničí. Byl členem sítě spolupracovníků sovětských výsadků do oblasti střední Moravy v roce 1941. Síť byla rozkryta po zradě příslušníka jednoho z výsadků Ferdinanda Čihánka. Oldřich Pour byl 11. listopadu 1941 zatčen gestapem a vězněn v Brně v Kounicových kolejích. Stanným soudem byl 22. prosince 1941 odsouzen k trestu smrti, dne 7. května 1942 byl zastřelen v koncentračním táboře Mauthausen.